# Marina Montresor
Marina Montresor (Bressanone, 27 de enero de 1956) es una botánica, algóloga, taxónoma, conservadora, y exploradora italiana.

## Carrera
Es una científica sénior de la Estación Zoológica Anton Dohrn, de Nápoles, donde coordina el Departamento de Ecología y Evolución de plancton. Su interés de investigación incluye taxonomía y ecología del fitoplancton marino, con especial atención a las estrategias de vida de los protistas y la caracterización de sus ciclos de vida heteromorfos, y en la comprensión de los factores que controlan las transiciones entre etapas y fases del ciclo de vida diferentes.
En 1980, obtuvo una licenciatura en ecología del fitoplancton por la Universidad de Nápoles Federico II, .
Desde 1983, desarrolla actividades académicas y científicas en la Estación Zoológica Anton Dohrn, de Nápoles, colaborando en proyectos de taxonomía y distribución del fitoplancton (laguna Fasano, Estrecho de Magallanes), siendo allí contratada como tecnóloga desde 1994, desarrollando actividades académicas y científicas en la Sección Integrada de Ecología Marina, Estación Zoológica, Nápoles.

## Algunas publicaciones
- m.v. Ruggiero, diana Sarno, l. Barra, w.c.f. Kooistra, marina Montresor, a. Zingone. 2015. Diversity and temporal pattern of Pseudo-nitzschia species (Bacillariophyceae) through the molecular lens. Harmful Algae 42: 15-24.
- d. D'Alelio, m.g. Mazzocchi, marina Montresor, diana Sarno, a. Zingone, i. Di Capua, g. Franzè, f. Margiotta, m. Saggiomo, m. Ribera d’Alcalà. 2014. The green-blue swing: plasticity of plankton food-webs in response to coastal oceanographic dynamics. Marine Ecol. doi: 10.1111/maec.12211
- u. John, w. Litaker, marina Montresor, s. Murray, m. Brosnahan, et al. 2014. Formal revision of the Alexandrium tamarense species complex (Dinophyceae) taxonomy: the introduction of five species with emphasis on molecular-based (rDNA) classification. Protist 165: 779–804.
- sylvie v.m. Tesson, marina Montresor, g. Procaccini, w.h.c.f. Kooistra. 2014. Temporal changes in population structure of a marine planktonic diatom. PLoS One 9 (12): e114984. doi:10.1371/journal.pone.0114984
- e. Scalco, k. Stec, d. Iudicone, m.i. Ferrante, marina Montresor. 2014. The dynamics of sexual phase in the marine diatom Pseudo-nitzschia multistriata (Bacillariophyceae). J. of Phycology 50: 817-828.
- marina Montresor, c. Di Prisco, diana Sarno, f. Margiotta, a. Zingone. 2013. Diversity and germination patterns of diatom resting stages at a coastal Mediterranean site. Marine Ecol. Progress Series 484: 79-95.
- sylvie v.m. Tesson, c. Legrand, c. van Oosterhout, marina Montresor, w.h.c.f. Kooistra, et al. 2013. Mendelian inheritance pattern and high mutation rates of microsatellite alleles in the diatom Pseudo-nitzschia multistriata. Protist 164: 89–100. doi: 10.1016/j.protis.2012.07.001 resumen
- diana Sarno, a. Zingone, marina Montresor. 2010. A massive and simultaneous sex event of two Pseudo-nitzschia species. Deep Sea Research Part II: Topical Studies in Oceanography 57: 248-255.
- gloria e. Sánchez, diana Sarno, marina Montresor, raffaele Siano, carina b. Lange. 2009. GERMINACIÓN DE ESTADOS DE RESISTENCIA DE DIATOMEAS Y DINOFLAGELADOS EN SEDIMENTOS MARINOS DE DOS ÁREAS DE SURGENCIA DE CHILE. Gayana Bot. 66 (2): 239-255. 10.4067/S0717-66432009000200009.
- marina Montresor, a. Zingone, diana Sarno. 1998. Dinoflagellate cyst production at a coastal Mediterranean site. J. Plankton Res. 20: 2291–2312.

### Cap. de libros
- g. Honsell, marina Montresor, t. Romagnoli, diana Sarno, c. Totti, a. Zingone. 2010. Osservazione del fitoplancton al miscroscopio elettronico a scansione (SEM) e a trasmissione (TEM). En: Socal G, Buttino I, Cabrini M, Mangoni O, Penna A et al. editores. Metodologie di studio del plancton marino. Roma: ISPRA. p. 235-241.

### Membresías[1]
- Società Botanica Italiana.[3][4]
- 2003-2005: Concejo International Society for the Study of Harmful Algae (ISSHA)
- 2010-2014: GEOHAB Core Research Project “HABs in fjords and coastal embayments’
- International Phycological Society,
- Phycological Society of America,
- International Society for the Study of Harmful Algae.

### Editora[2]
de los consejos editoriales
- J. of Phycology
- 2000 - 2005: Phycology,
- Protist.